# اسحاق پرویز نظریان
اسحاق پرویز نظریان (زادهٔ ۲۴ فوریه ۱۹۲۹–۲۳ اوت ۲۰۱۷) ابرتاجر و نیکوکار ایرانی-آمریکایی بود. او از هم‌بنیانگذاران شرکت سرمایه‌گذاری خطرپذیر امنینت و از اعضای هیات مدیره کوآلکام بود.

## اوان زندگی
اسحاق پرویز نظریان در یک خانواده از ایرانیان یهودی در تهران، ایران متولد شد. پدر او وقتی پنج ساله بود درگذشت. مادر او مغازهٔ خیاطی باز کرد. او برادری به نام یونس دارد. او در تهران بزرگ شد و در مدرسه آلیانس و هنرستان فنی تحصیل کرد. در ۱۹۴۳، در میانهٔ جنگ جهانی دوم، او در پایگاه ارتش آمریکا در تهران به عنوان کمک گارسون کار می‌کرد.
در سن هجده سالگی به ایتالیا نقل مکان کرد، در جنوا در ۱۹۴۷ عضو هگانا شد. در ۱۷ مه ۱۹۴۸، سه روز پس از اعلام استقلال اسرائیل، به اسرائیل سفر کرد، در جنگ عرب‌ها و اسرائیل (۱۹۴۸) به عنوان عضوی از بریگاد زره پوش هفتم شرکت جست. در انفجار مین زخمی شد و پنج ماه در بیمارستان بستری بود. او که قادر به رزم نبود فعالیت خود در ارتش اسرائیل ادامه داد و به عنوان شوفر گلدا مئیر نخست‌وزیر اسرائیل فعالیت کرد.

## حرفه
او پس از کار در ارتش اسرائیل یک کسب و کار حمل و نقل را به راه انداخت. کامیون‌هایی به خدمت گرفت و رانندگانی استخدام کرد تا شن و ماسه را به مکانهای ساختمان‌سازی در اسرائیل حمل کنند. همچنین در یارکا کارخانهٔ سیمان داشت. در ۱۹۵۷، به ایران برگشت و کسب و کار ساختمانی خود را توسعه داد و بر ساخته شدن بسیاری از ساختمان‌های دولتی نظارت کرد. او از روابط نزدیکی با، محمدرضا شاه پهلوی برخوردار بود.
در جریان انقلاب ۱۳۵۷ ایران نام او در فهرست قتل قرار داشت. او به تبعید به آمریکا رفت و در لس آنجلس سکنی گزید. در ۱۹۸۵ به همراه آروین ام. جیکابز و اندرو ویتربی، شرکت امنینت (به انگلیسی: Omninet) را ابتدائاً به منظور ردیابی حرکت کامیون‌های از یک سایت ساختمانی به دیگری تأسیس کرد. این استارتاپ که با کوالکام ادغام شد، بدل به یکی از بزرگترین سازندگان چیپ در جهان شد. از آنجا که نظریان از سهام داران عمدهٔ آنست، او نیز میلیاردر شد.

## زندگی شخصی
او با پوران نظریان ازدواج کرد. آن‌ها در بورلی هیلز زندگی داشتند و سه پسر و یک دختر داشتد.
خاطرات او با نام پیاده تا افق از سوی نشر کتاب منتشر شده است. نظریان از حامیان اسراییل بود و دانشگاه تل آویو به پاس کمک مالی او ساختمانی را به نام او و همسرش نامگذاری کرده است.